# Cytisus striatus
Espèce
Statut de conservation UICN

LC : Préoccupation mineure
Cytisus striatus, le Genêt strié ou Cytise strié, est une espèce de plantes à fleurs de la famille des Fabaceae. C'est un arbuste originaire de la péninsule ibérique et du Maroc.

## Noms communs
Ce taxon porte en français les noms vernaculaires ou normalisés suivants : Genêt strié,,, Cytise strié,,, Genêt à balais strié, Cytise étalé.

## Description

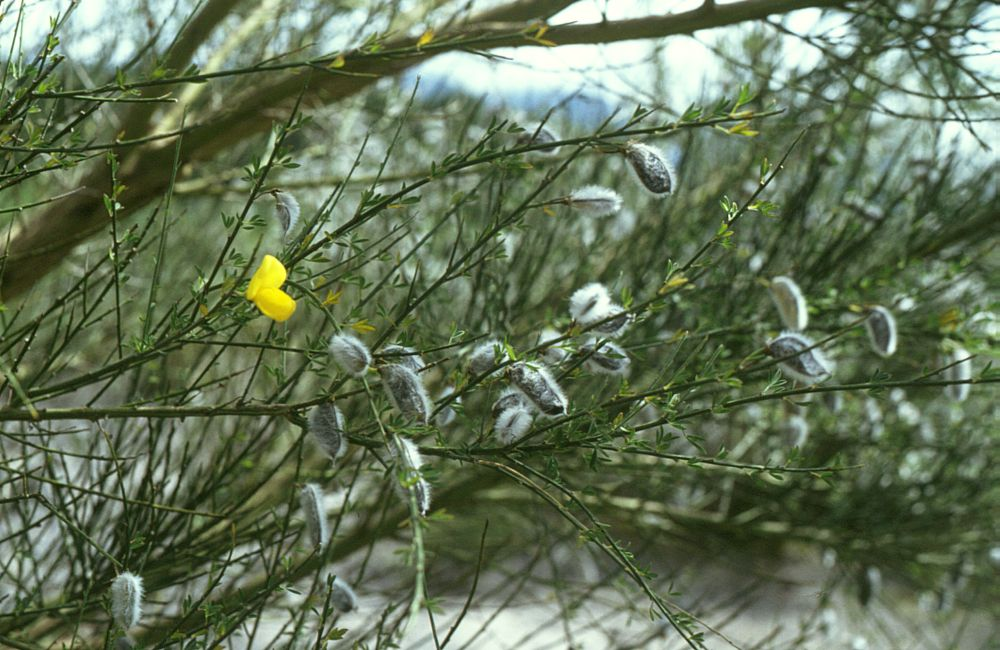
Rameaux avec fleur et gousses.

### Appareil végétatif

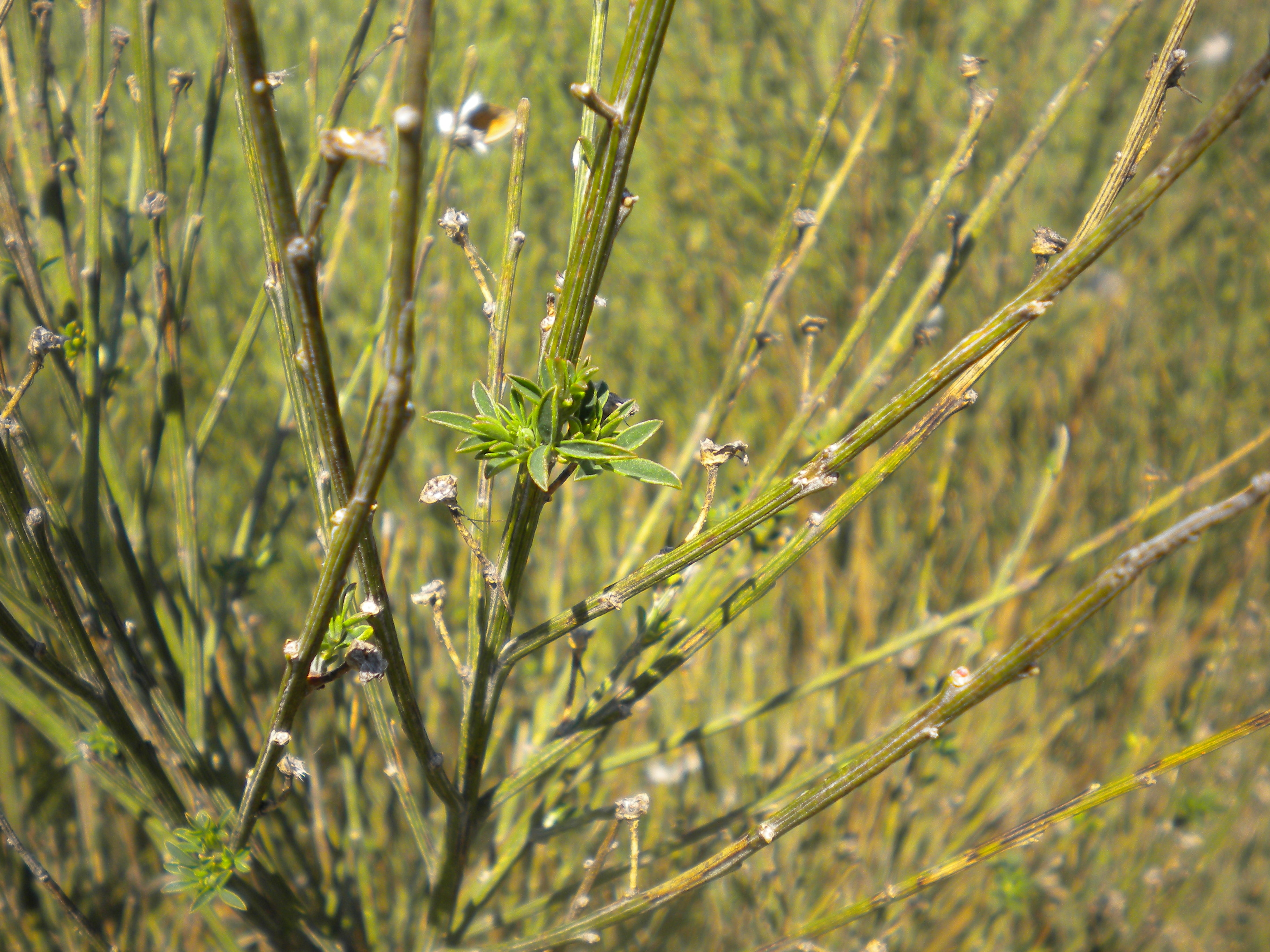
Rameaux.

C'est un arbrisseau ou arbuste d'une hauteur de 1 à 3 m, dressé, à branches et rameaux arrrondis, striés, anguleux seulement lorsqu'ils sont jeunes. Les feuilles sont caduques tôt, portées par un pétiole et divisées en trois folioles sur les branches basses. Sur les autres branches, elles sont sessiles et simples ou également trifoliées.

### Appareil reproducteur

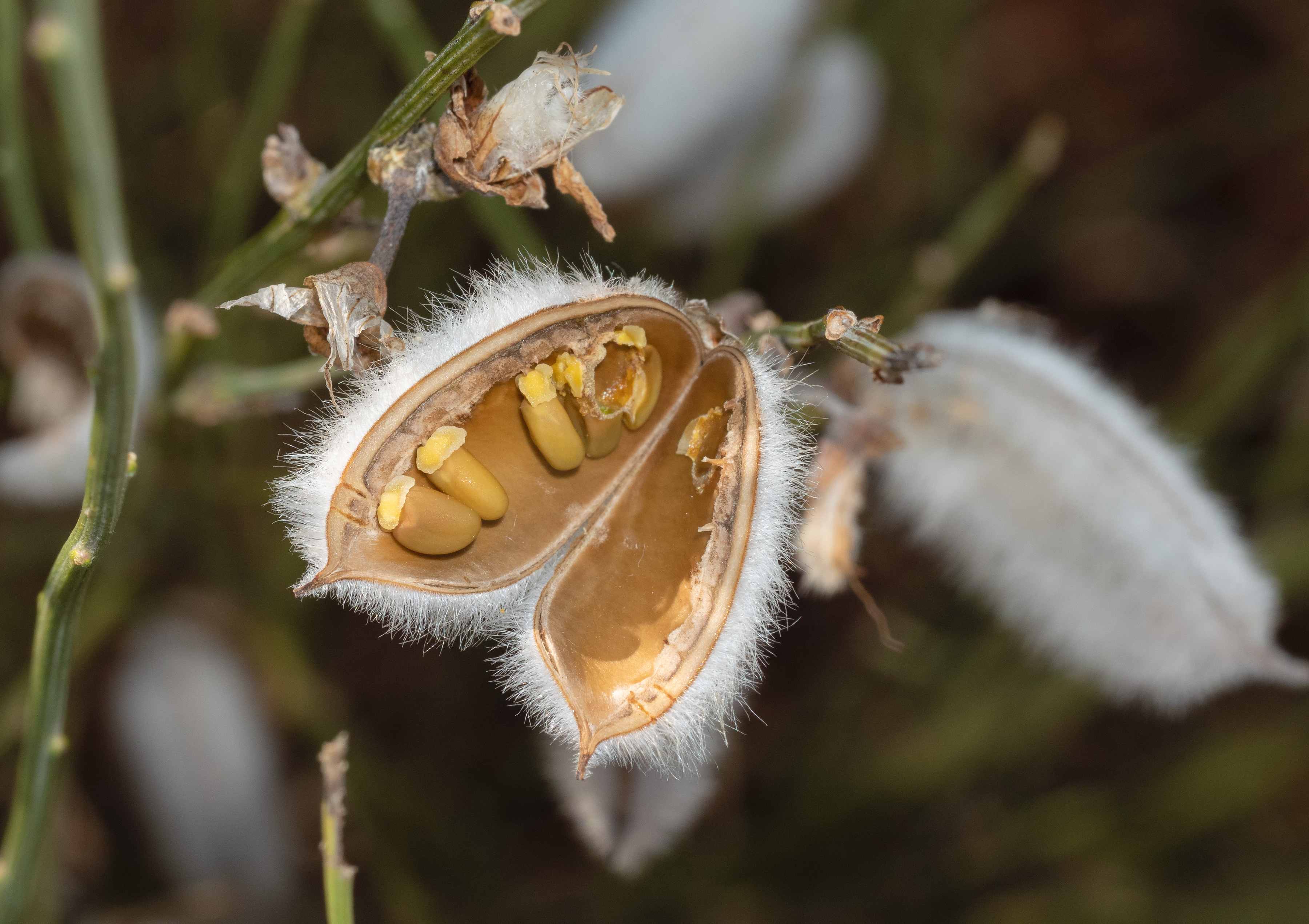
Gousse ouverte.

Les fleurs sont jaunes, soit solitaires soit par paires. Les fruits sont des gousses longues de 3 cm, droites et très velues.

### Confusions possibles
L'espèce est très proche du Genêt à balais (Cytisus scoparius) par ses fleurs. Elle s'en distingue par ses rameaux plus finement pubescents et surtout pourvus de plus de côtes (généralement au nombre de huit), lesquelles sont plus obtuses et moins saillantes.

## Répartition

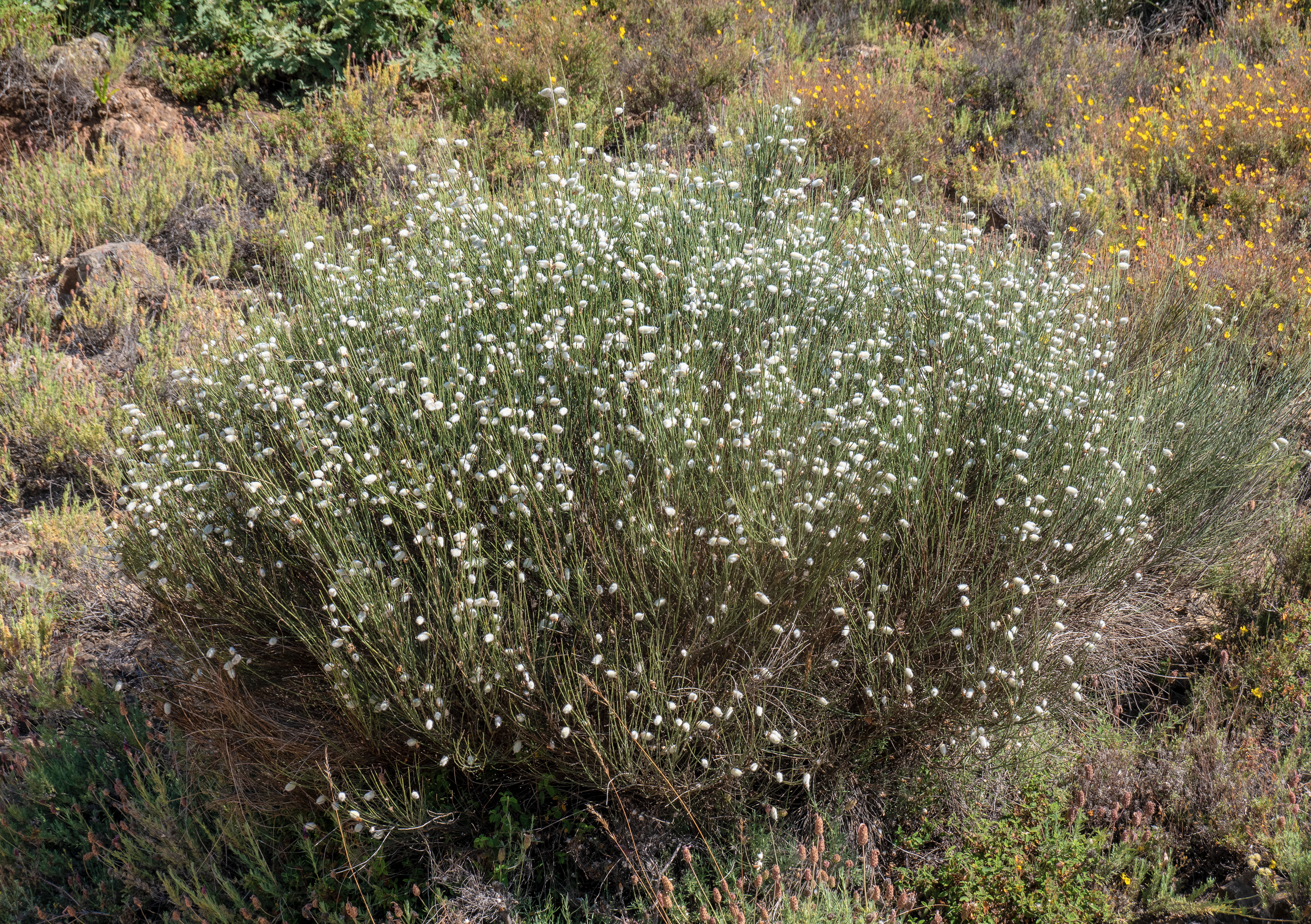
Spécimen en Espagne.

Cytisus striatus présente deux sous-espèces. C. s. subsp. megalanthus est endémique du Maroc. La sous-espèce autonyme est endémique de la péninsule ibérique mais s'est naturalisée ailleurs en Europe (France, Belgique, Grande-Bretagne, Grèce) ainsi qu'en Amérique du Nord et du Sud. C'est une espèce invasive en Californie et en Oregon.
Elle a été cultivée pour nourrir le gibier et est devenue subspontanée, en Sologne par exemple.

## Parasitisme
L'espèce connaît de nombreux insectes parasites : Odontothrips loti, Aphis cytisorum, Bruchidius villosus, Bruchidius lividimanus, Exapion compactum, Exapion elongatissimum, Exapion putoni, Exapion laufferi, Micrurapteryx kollariella, Peribatodes rhomboidaria, Archips rosana, Aceria genistae, Contarinia scoparii, Dasineura tubicoloides, Janetiella maculata, Janetiella tuberculi, Acyrthosiphon pisum, Leucoptera spartifoliella, Phyllonorycter scopariella, Aphis cytisorum, Aphis craccivora, Dasineura trotteri, Trifurcula squamatella, ainsi que le champignon Uromyces genistae.

## Taxinomie
Le nom correct complet (avec auteur) de ce taxon est Cytisus striatus (Hill) Rothm., publié en 1944 par Werner Rothmaler. L'espèce a été initialement classée dans le genre Genista sous le basionyme Genista striata Hill, publié en 1768 par John Hill.

### Synonymes
Cytisus striatus a pour synonymes :
- Cytisus pendulinus L.f. in Suppl. Pl.: 328 (1782), nom. superfl.
- Genista pendulina Lam. in Encycl. 2: 623 (1788), nom. superfl.
- Genista striata Hill in Veg. Syst., ed. 13: 63 (1768)
- Sarothamnus striatus (Hill) Samp. in Anais Fac. Ci. Univ. Porto 19: 87 (1934)
- Spartium striatum (Hill) Samp. in Herb. Port.: 145 (1913)

### Sous-espèces
Selon Plants of the World online (POWO) (7 juillet 2024) :
Cytisus striatus subsp. megalanthus (Pau & Font Quer) Rivas Mart. & Belmonte, 1989 (endémique du Maroc)

synonymes :
- Cytisus megalanthus (Pau & Font Quer) Font Quer in Cavanillesia 1: 73 (1928)
- Sarothamnus megalanthus Pau & Font Quer in P.Font i Quer, Exsicc. (Iter Marocc.) 1927: n.° 288 (1928)

Cytisus striatus subsp. striatus (endémique de la péninsule ibérique et naturalisée ailleurs)

synonymes :
- Cytisogenista eriocarpa (Boiss. & Reut.) Rothm. in Repert. Spec. Nov. Regni Veg. 49: 55 (1940)
- Cytisogenista lusitanica (Mill.) Rothm. in Repert. Spec. Nov. Regni Veg. 49: 55 (1940)
- Cytisogenista megalantha (Pau & Font Quer ex Maire) Rothm. in Repert. Spec. Nov. Regni Veg. 49: 56 (1940)
- Cytisogenista patens (L.) Rothm. in Repert. Spec. Nov. Regni Veg. 49: 55 (1940)
- Cytisogenista welwitschii (Boiss. & Reut.) Rothm. in Repert. Spec. Nov. Regni Veg. 49: 55 (1940)
- Cytisus boissieri Briq. in Étude Cytises Alpes Mar.: 148 (1894)
- Cytisus canescens Terrisse in Monde Pl. 436: 3 (1989), nom. illeg.
- Cytisus eriocarpus (Boiss. & Reut.) Rchb.f. & Beck in H.G.L.Reichenbach, Icon. Fl. Germ. Helv. 22: 15 (1867), nom. illeg.
- Cytisus lusitanicus (Mill.) Maire in Bull. Soc. Hist. Nat. Afrique N. 22: 286 (1931), nom. illeg.
- Cytisus medicaginifolius Pourr. ex Willk. & Lange in Prodr. Fl. Hispan. 3: 460 (1877)
- Cytisus patens L. in J.A.Murray (ed.), Syst. Veg., ed. 13.: 555 (1774)
- Cytisus pendulinus var. eriocarpus (Boiss. & Reut.) Cout. in Fl. Portugal: 326 (1913)
- Cytisus pendulinus var. welwitschii (Boiss. & Reut.) Cout. in Fl. Portugal: 326 (1913)
- Cytisus procerus (Willd.) Link in Enum. Hort. Berol. Alt. 2: 241 (1822)
- Cytisus striatus var. eriocarpus (Boiss. & Reut.) Heywood in Agron. Lusit. 18: 87 (1956)
- Cytisus striatus subsp. eriocarpus (Boiss. & Reut.) Rivas Mart. in Anales Inst. Bot. Cavanilles 34: 540 (1977 publ. 1978)
- Cytisus striatus subsp. welwitschii (Boiss. & Reut.) Rivas Mart. in Lagascalia 15(Extra): 116 (1988)
- Cytisus striatus var. welwitschii (Boiss. & Reut.) Heywood in Agron. Lusit. 18: 88 (1956)
- Cytisus welwitschii (Boiss. & Reut.) Rchb.f. in H.G.L.Reichenbach, Icon. Fl. Germ. Helv. 22: 15 (1867)
- Cytisus welwitschii var. gallecicus (Willk.) Briq. in Étude Cytises Alpes Mar.: 149 (1894)
- Genista lusitanica (Mill.) Spach in Ann. Sci. Nat., Bot., sér. 3, 3: 155 (1845), nom. illeg.
- Genista procera (Willd.) Poir. in J.B.A.M.de Lamarck, Encycl., Suppl. 5: 688 (1817)
- Genista tomentosa Poir. in J.B.A.M.de Lamarck, Encycl., Suppl. 2: 719 (1812)
- Laburnum patens J.Presl in F.Berchtold & J.S.Presl, Přir. Rostlin Aneb. Rostl. 3: 100 (1830)
- Sarothamnus eriocarpus Boiss. & Reut. in P.E.Boissier, Diagn. Pl. Nov. Hisp.: 10 (1842)
- Sarothamnus lusitanicus (Mill.) Pau in Mem. Mus. Ci. Nat. Barcelona, Ser. Bot. 1(1): 34 (1922), nom. superfl.
- Sarothamnus megalanthus Pau & Font Quer ex Maire in Cavanillesia 2: 50 (1928)
- Sarothamnus patens Planellas in Ensayo Fl. Gallega: 164 (1852), nom. illeg.
- Sarothamnus patens (L.) Webb in Iter Hispan.: 51 (1838)
- Sarothamnus patens f. gallecicus (Willk.) C.Vicioso in Bol. Inst. Forest. Invest. Exp. 72: 217 (1955)
- Sarothamnus patens proles procerus (Willd.) Samp. in Anais Fac. Ci. Porto 20: 146 (1936)
- Sarothamnus patens var. procerus (Willd.) C.Vicioso in Bol. Inst. Forest. Invest. Exp. 72: 215 (1955)
- Sarothamnus patens subvar. welwitschii (Boiss. & Reut.) C.Vicioso in Bol. Inst. Forest. Invest. Exp. 72: 216 (1955)
- Sarothamnus striatus var. eriocarpus (Boiss. & Reut.) M.Laínz in Aport. Conocim. Fl. Gallega 6: 29 (1968)
- Sarothamnus striatus f. gallecicus (Willk.) C.Vicioso in Anales Jard. Bot. Madrid 6: 45 (1946)
- Sarothamnus striatus var. procerus (Willd.) C.Vicioso in Anales Jard. Bot. Madrid 6: 45 (1946)
- Sarothamnus striatus var. welwitschii (Boiss. & Reut.) C.Vicioso in Anales Jard. Bot. Madrid 6: 45 (1946)
- Sarothamnus welwitschii Boiss. & Reut. in Pugill. Pl. Afr. Bor. Hispan.: 28 (1852)
- Sarothamnus welwitschii var. gallecicus Willk. in M.Willkomm & J.M.C.Lange, Prodr. Fl. Hispan. 3: 459 (1877)
- Spartium lasiocarpum Pourr. ex Willk. & Lange in Prodr. Fl. Hispan. 3: 460 (1877)
- Spartium lusitanicum Mill. in Gard. Dict., ed. 8.: n.° 5 (1768)
- Spartium patens L. in J.A.Murray (ed.), Syst. Veg., ed. 13. 2: 535 (1774)
- Spartium patens proles procerum (Willd.) Samp. in Herb. Port.: 63 (1913)
- Spartium procerum Willd. in Enum. Pl. Hort. Berol.: 743 (1809)
- Spartium striatum proles procerum (Willd.) Samp. in Herb. Port.: 145 (1913)
- Verzinum patens (L.) Raf. in Sylva Tellur.: 23 (1838)